# Shaka mushana
Shaka mushana är en fjärilsart som beskrevs av Matsumura 1929. Shaka mushana ingår i släktet Shaka och familjen tandspinnare. Inga underarter finns listade i Catalogue of Life.